# Moungo (fleuve)
Ne doit pas être confondu avec Moungo.
Le Mungo est un fleuve du Cameroun qui draine des montagnes aux volcans actifs et éteints du sud ouest de la ligne du Cameroun.

## Cours

Vallée du Moungo. La rivière et les montagnes forment la frontière anglophone-francophone du pays.

Il prend sa source de à 1 755 m d'altitude dans les Monts Bakossi. Le Haut-Moungo reçoit en rive droite les affluents des Monts Rumpi et en rive gauche des torrents des Monts Bakossi  et la Jide drainant les flancs des Monts Koupé et l'ouest des Monts Manengouba. Il arrose Mundame près de Kumba, et se jette par un delta de chenaux formant une mangrove. Le bief maritime atteint les environs de Mondoni dans la commune de Tiko.

## Hydrométrie
Le fleuve Moungo est long de 150 km. Il prend sa source des flancs des massifs autour des Monts Rumpi et grossi par les affluents des Mont Koupé et Monts Bakossi. 
Le Mungo a un bassin de 4 200 km2.
Le Mungo aboutit dans la baie de Mudeka par un delta.

## Navigabilité
Le fleuve est navigable au sud de Mundame sur environ 100 km, puis coule à travers la plaine côtière avant d'entrer en mangrove, où il se divise en de nombreux petits canaux qui se déversent dans l'estuaire du Wouri.
L'estuaire, qui est également alimenté par des cours d'eau tels le Wouri et la Dibamba, se déverse à son tour dans le Golfe de Guinée au niveau de l'embouchure de Douala.
Le raz de marée dans la baie se déplace à 40 km de l'embouchure où les bancs de sable sont exposés à marée basse.

## Histoire

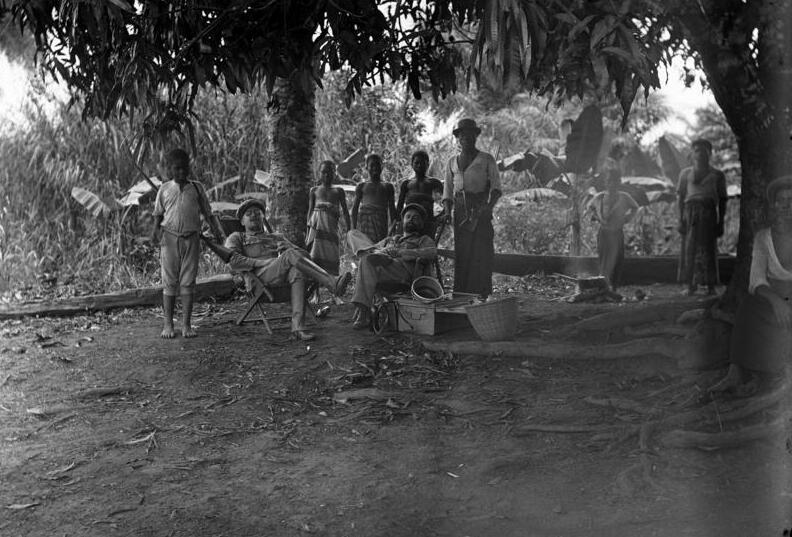
Des colons allemands et des locaux sur le Moungo, 1901.

Un visiteur européen décrit ainsi le cours inférieur du Mungo en 1896 : « Les flancs du Mungo sont magnifiquement couverts de forêts ... et tout ici grouille de vie. On peut voir des aigles de mer, hérons, serpents et singes, ainsi que des perroquets multicolores sur les arbres; tandis que sur la surface de l'eau, il danse des papillons et des libellules de la taille des moineaux. On entend des éléphants, les cris des prédateurs et les sifflements mélancoliques et monotones de l'iguane'. A 35 km de l'embouchure, à l'intérieur des terres, la forêt a commencé à être défrichée pour la culture de la banane plantain, de taro, du maïs et de la canne à sucre ».
Un Suédois nommé Knut Knutson vécut quelques années près du Mungo pendant l'occupation allemande. Il fit un compte rendu un peu fantaisiste des traditions d'une tribu Biafra, du Mungo supérieur, dirigeant autrefois un vaste royaume qui s'étend du nord du lac Tchad au sud du fleuve Congo.
Une autre exploration européenne a été réalisée en amont du fleuve par le polonais Stefan Szolc-Rogozinski en 1883. Il espérait y établir une colonie libre de peuplement pour les émigrés polonais.

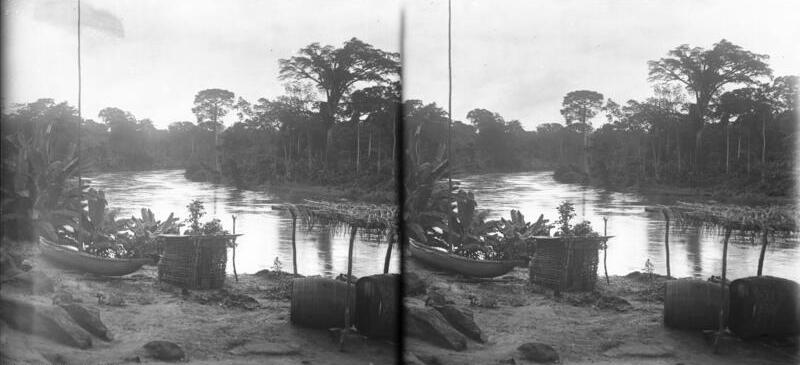
Pirogues sur le Mungo près de Mundame, 1904.

Vers la fin de 1884, après que les Allemands ont établi un poste à Douala, ils ont connu des ennuis avec les autorités locales.
Le chef sur les terres du fleuve Mungo, le roi Bell, a maintenu un blocus pendant quelques mois, mais a finalement cédé à cause de la désunion parmi les siens et la puissance d'un bateau à vapeur armé.
Les Bell reprirent le contrôle pour un certain temps quand les allemands se tournèrent vers le fleuve Sanaga.
Après la Première Guerre mondiale, le fleuve Mungo faisait partie de la frontière entre les deux parties française et britannique du Cameroun.
La frontière a divisé les quelques peuples de la vallée, les bakossi par exemple, même s'ils ont maintenu des relations étroites sur le fleuve.
En aval, près de la côte, les Douala et Bakweri étaient également divisés.

## Années 2000
Aujourd'hui, la rivière forme la frontière entre les régions Littoral et Sud-Ouest. du Cameroun.
L'ancien pont sur la rivière s'est effondré en 2004. En décembre 2006, les travaux de construction d'un pont de remplacement étaient toujours en cours, et le trafic routier entre-temps a été maintenu via un pont flottant et une barge.
L'écologie de l'estuaire est menacée par la pollution croissante de l'industrie, l'agriculture et les ménages, menaçant les rendements de la pêche et la santé humaine.